# Кьолели (Драмско)
Вижте пояснителната страница за други значения на Козлукьой.
Кьолели или Кьор Али (на гръцки: Λιμνίσκη, Лимниски, до 1927 година Κιολελή, Кьолели) е бивше село в Република Гърция, разположено на територията на дем Бук (Паранести), област Източна Македония и Тракия.

## География
Селото е разположено на надморска височина от 340 m, североизточно от Драма, близо до пътя Драма - Ксанти.

## История
В края на XIX век Кьолели е турско село в Драмска кааза на Османската империя.
След Междусъюзническата война селото попада в Гърция. След Първата световна война населението на Кьолели е изселено в Турция по силата на Лозанския договор, а в селото са настанени 59 гръцки бежанци. През 1927 година името на селото е сменено на Лимниски. В 1928 година селото има 59 жители, а в 1940 година - 70 жители. По-късно селото е заличено.
| Година    | 1913 | 1920 | 1928 | 1940 | 1951 | 1961 | 1971 | 1981 | 1991 | 2001 | 2011 | 2021 |
| --------- | ---- | ---- | ---- | ---- | ---- | ---- | ---- | ---- | ---- | ---- | ---- | ---- |
| Население |      |      | 59   | 70   |      |      |      |      |      |      |      |      |